# Tenuipalpus microphylli
Tenuipalpus microphylli är en spindeldjursart som beskrevs av Meyer 1979. Tenuipalpus microphylli ingår i släktet Tenuipalpus och familjen Tenuipalpidae. Inga underarter finns listade i Catalogue of Life.